# تركي عبد العزيز العجمة
تركي العجمة (مواليد 9 أبريل) هو إعلامي رياضي ومقدم برامج سعودي. اشتهر بتقديمه لبرنامج "كورة" الذي يُذاع على قناة روتانا خليجية منذ عام 2009، وأيضاً بكونه أول إعلامي ينضم إلى عضوية مجلس إدارة الاتحاد السعودي لكرة القدم في 2017.

## المسيرة المهنية
انضم تركي العجمة إلى قناة الإخبارية السعودية الحكومية منذ بدايات بثّها في 2004 كمُقدِّم للنشرة الرياضية. ثم تمّ تعيينه رئيساً للقسم الرياضي في القناة، ثم مشرفاً على القنوات الرياضية. بعدها بدأ تركي العجمة في تقديم برنامجه الحواري "قضايا في الوسط" الذي كان يستضيف فيه شخصيات من الوسط الرياضي السعودي. على مدار حياته المهنية، أجرى تركي العجمة مقابلات مع شخصيات رياضية بارزة مثل لاعب كرة القدم السعودي ماجد عبد الله، ومنصور البلوي الرئيس السابق لنادي الاتحاد السعودي، والأمير عبد الله بن مساعد آل سعود الرئيس السابق لنادي الهلال السعودي، وتركي آل الشيخ الرئيس الحالي لمجلس إدارة الهيئة العامة للترفيه.
في 2009 انضم إلى قناة روتانا خليجية لتقديم برنامج "كورة"، والذي تمّ بث أكثر من 3000 حلقة[بحاجة لمصدر] منه على مدار 14 موسماً. ولا يزال يُبثّ إلى اليوم.
في 2017، انضم تركى العجمة إلى الاتحاد السعودي لكرة القدم كعضو مجلس إدارة. كما تمّ تعيينه رئيساً لقسم الإعلام الرياضي في الاتحاد.
غطى تركى العجمة أحداثاً رياضية بارزة، مثل نهائيات العديد من كؤوس العالم، والكلاسيكو السعودي، وكأس الملك، والعديد من مباريات دوري المحترفين السعودي، كما قام بتقديم حفل تكريم المنتخب السعودي لتأهله إلى كأس العالم 2018 في روسيا.

## حياته
وُلِد تركي العجمة في مدينة الرياض المملكة العربية السعودية ويُقيم فيها حالياً.

## الجوائز والتكريمات
حصل تركي العجمة على جائزة تيسير الجابر للإعلام الرياضي العربي كأفضل إعلامي رياضي عربي عام 2011 في دورة ملتقى الإعلاميين الشباب العرب الرابعة برعاية ملك البحرين حمد بن عيسى بن سلمان آل خليفة، كما تمّ تكريمه في العديد من دورات مهرجان الخليج للإذاعة والتلفزيون منها جوائز ذهبية وجوائز فضية عن مسيرته في مجال الصحافة الرياضية.